# It's an Ill Wind
Pour plus de détails, voir Fiche technique et Distribution.
It's an Ill Wind est un cartoon Looney Tunes réalisé par Ben Hardaway et Cal Dalton en 1939. Il met en scène Porky Pig.

## Voix
- Mel Blanc (VF : Michel Mella) : Porky Pig
- Danny Webb (VF : Roger Carel) : Dizzy Duck